# هنري كونو
هنري كونو هو دبلوماسي وسياسي دنماركي، ولد في 7 فبراير 1862 في كوبنهاغن في الدنمارك، وتوفي بنفس المكان في 18 يناير 1939. انتخب وزير الخارجية ‏ (30 مارس 1920 – 5 أبريل 1920) وانتخب وزير الدفاع ‏ (30 مارس 1920 – 5 أبريل 1920) وانتخب List of governors of the Danish West Indies ‏ (3 أكتوبر 1916 – 31 مارس 1917).